# Nicolas Bratza
Sir Nicolas Dušan Bratza (Cheam, 26 augustus 1945) is een Brits jurist en rechter. Tussen 1998 en 2012 was hij rechter aan het Europees Hof voor de Rechten van de Mens in Straatsburg.

## Carrière
Bratza studeerde rechten aan het Brasenose College in Oxford (1964-1967).
Tussen 1970 en 1993 trad Bratza op als advocaat in vele zaken die voor de Europese Commissie voor de Rechten van de Mens werden gebracht. Bratza verscheen onder andere als vertegenwoordiger van het Verenigd Koninkrijk in de zaak Dudgeon v. Verenigd Koninkrijk, waarin Jeffrey Dudgeon met succes de wet aanvocht die homoseksualiteit criminaliseerde in Noord-Ierland.
In 1993 werd Bratza aangesteld als rechterlijk ambtenaar bij de Crown Court en als lid van Lincoln’s Inn. In datzelfde jaar werd hij aangewezen door de Europese Commissie voor de Rechten van de Mens (ECRM) ter vertegenwoordiging van het Verenigd Koninkrijk. In 1998 werd de ECRM ontbonden en vervangen door het Europees Hof voor de Rechten van de Mens (EHRM). Op 1 november 1998 werd hij opnieuw aangesteld om het Verenigd Koninkrijk te vertegenwoordigen. Vanaf 4 november 2011 was hij tevens president van het EHRM. Zowel zijn termijn als rechter en president eindigden op 31 oktober 2012.